# Fetele lui Harry
Fetele lui Harry (în suedeză:Harrys döttrar) este un film de dramă suedez din 2005, în regia lui Richard Hobert.

## Distribuție
- Endre Lena (Marie)
- Anna Björk (Prästen)
- Peter Gardiner (Jonas)
- Jessica Forsberg (Mamman)
- Jorgen Langhelle (Erik)
- Iwar Wiklander (Harry)

### Premii
- Festivalul Internațional de film de la Copenhaga Copenhagen International Film Festival - Premiul publicului.